# 迅雷先鋒3：就地正法
《迅雷先鋒3：就地正法》是雪樂山娛樂（Sierra Entertainment）製作的知名電腦遊戲，於1999年發行。遊戲主題圍繞在洛杉磯警察局（LAPD）中，面對高風險治安工作時的特殊部隊SWAT，遊戲類型為第一人稱射擊。遊戲體驗成功的融合戰術、真實、以及3D第一人稱射擊應有的感覺。

## 背景
雪樂山娛樂公司曾於1987年後數年內發行了《警察故事》（Police Quest）系列冒險遊戲。到了1993年發行系列第四代。之後嘗試製作以特警隊員為主題，即是2D的《警察故事：霹靂小組》（Police Quest: SWAT）於1995年發行。這分支系列發行到第二代後，遊戲界進入3D時代，雪樂山因應這股風潮，於是系列再度分支，《迅雷先鋒3：就地正法》有截然不同於前作的遊戲體驗。

## 遊戲體驗
玩家在遊戲中扮演著率領五人攻堅小組的警官。玩家控制著自己的角色以及4名電腦隊友，他們負責的「執勤」，且跟隨玩家的指揮。玩家與隊友即「攻堅小組」也被稱為Element，相當於口語的排（platoon），玩家是隊長（Element Leader），其率領的4員隊友又分為2組，紅組與藍組，有如左手與右手，可一起指揮或分為兩頭指揮。
指令樹（Command Path）系統是給玩家發號令的介面，它排列類似檔案路徑，以數字按鈕進入每個路徑，以此排列組合，有數十種指令可以下達給隊友。當使用該介面時，玩家扮演的角色將會發出對應的英語人聲，「無線電呼叫」隊友，當隊友聽完指令時也會以語音回應玩家，表示執行指令或以實際狀況等理由拒絕指令。列舉幾個玩家能發給隊友的指令：
- Fall in
入隊，類似「跟隨我」，令隊友集合與玩家一起行動。
- Stack up
堆門，術語表示要隊友排列在門前等待接下來的指令，也是戰術動作的預備部署。
- Deploy……
佈下，一些戰術裝備可以指派隊友使用在玩家指示的方位。
- Clear
清除，令隊友針對一個封閉的區域（如書房或大廳）掃蕩，並試圖控制在場的人們，直到安全（Clear）。

敵人並非頑強不屈，適當時會投降。部分電腦敵人會屈服玩家施加的壓力。在以往射擊作品鮮少有此表現，通常都是頑強的戰到最後。這也是隊友要素的延伸，在《迅雷先鋒3》中，當玩家指揮一群隊友們衝入只有一個敵人的房間，那電腦敵人受到人數壓力，可能會繳械投降或者撤退以試圖逃離玩家們的視線。
非玩家角色還包括了隊友、敵人、無武裝敵人，而一般的非玩家角色多扮演人質、要員或閒雜人等，被賦予微薄的個性，例如：有些非玩家角色個性高傲，難以屈服於玩家喝令，而其他的比較溫馴，另外膽小的則會逃跑，造就了更多種互動結果。基本上，每個關卡（任務地圖）都是一個封鎖的犯罪現場，而玩家要撤離所有人，因此有必要與每個非玩家角色溝通。
至此之後有更多遊戲會考慮到電腦角色合理的動作與人工智慧。

## 世界

### 任務
原始的《迅雷先鋒3》任務設計參考了真實的事件狀況，然而真實狀況與遊戲表現仍然有少許差異。

#### 事件狀況
- Barricaded Suspect 良好防備的嫌疑犯
- Hostage Rescue 人質救援
- High Risk Warrant 高風險令狀
分為麻藥（narcotic）與其他重刑案（felony）
- Dignitary Detail（VIP Detail）要員任務
- Rapid Deployment 緊急部署

## 版本
《迅雷先鋒3》上市後，遊戲小組持續研發改進遊戲，後來又以新版本重新包裝發行。
- 迅雷先鋒3：就地正法（SWAT 3: Close Quarters Battle）：即《迅雷先鋒3》原始的版本
- 迅雷先鋒3：菁英版（SWAT 3: Elite Edition）：強化了多人模式，臺灣遊戲代理商松崗科技使用的版本。
- 迅雷先鋒3：年度版（SWAT 3: Tactical Game of the Year Edition）：又譯最佳遊戲版，最後的版本，包含較完善的多人模式與供多人模式用的回合地圖。

## 評價與影響
遊戲被認為是相當重現真實的，互動性良好，且由於相當注重戰術，立下了戰術射擊遊戲的典範。有些人認為遊戲也有不是很真實的一面，批評例如一個警員可以攜帶600發9×19公釐帕拉貝倫彈或360發5.56x45毫米子彈（還不包括手槍）。

## 外部連結
- 遊戲官方網站 （页面存档备份，存于）